# ماعز بن مالك
ماعز بن مالك الأسلمي، صحابي مدني، كتب له الرسول محمد كتابًا بإسلام قومه، وقد اعترف بالزنا فرُجِم، وقال عنه الرسول: «لقد تاب توبة لو تابها طائفة من أمتي لأجزأت عنهم». وروي أن صحابياً يُدعى هزَّال هو الذي دفع ماعزًا إلى الاعتراف بالزنا، فلما أصرَّ ماعز على الاعتراف رجمه الرسول، لأنه كان محصنًا، لكن النبي لم يَدَعِ الأمر يمرُّ دون أن ينصح هزَّال -والأمة من بعده- قائلًا: «وَاللهِ يَا هَزَّالُ لَوْ كُنْتَ سَتَرْتَهُ بِثَوْبِكَ كَانَ خَيْرًا مِمَّا صَنَعْتَ بِهِ».